# El Kabir Pene
El Kabir Pene, né le 18 décembre 1984 à Thiès au Sénégal, est un joueur sénégalais de basket-ball. Il mesure 1,90 m et joue aux postes de meneur et ailier.

## Biographie
El Kabir Pene commence le basket-ball à Thiès au Sénégal. Il joue en senior avec l'équipe de Gorée. Il est ensuite repéré par le club de Clermont-Ferrand (Pro A - France) grâce auquel il fait ses premiers pas dans le championnat français. Il porte les couleurs clermontoises pendant deux saisons et fait des piges à Vichy. En 2008, il participe à la montée de l'ASM du Puy-en-Velay en Nationale 1. En 2009, Pene est le meneur de Feurs, Les enfants du Forez. Il acquiert cette année la nationalité français tout en conservant la sénégalaise. La saison suivante, il évolue à Mâcon puis à Rennes, depuis 2011.
Au-delà de sa carrière de joueur, il organise un camp de basket-ball en juin 2013 avec Malick Badiane pour les jeunes basketteur de Thiès. À la suite de cette action, il crée en janvier 2014 une association YaThi'Breizh favorisant les échanges entre la Bretagne et Thiès et permettant d'acheminer divers équipements (éducatif, sportif, médical) au Sénégal. Un camp de basket-ball est organisé sur trois jours avec les 50 meilleurs élèves de Thiès suivi de la distribution des dons récoltés. L'association a aussi pour but de sensibiliser la jeune génération à l'écologie et l'environnement.
En 2020, il se présente aux élections municipales à Rennes sur la liste de la maire sortante Nathalie Appéré, occupant la 52e position sur 61.

## Clubs successifs
- 1998 - 2003 :  US Rail (1re division)
- 2003 - 2005 :  US Gorée (1re division)
- décembre 2005 - mai 2006 :  Stade Clermontois (Pro A)
- mai 2006 - juin 2006 :  Vichy (Pro B)
- 2006 - 2007 :  Stade Clermontois (Pro A)
- 2008 - 2009 :  Amicale Saint-Michel du Puy-en-Velay (Nationale 2)
- 2009 - 2010 :  Feurs (Nationale 2)
- 2010 - 2011 :  Prissé-Mâcon (Nationale 2)
- 2011 - 2016 :  Union Rennes basket 35 (Nationale 2 & Nationale 1)

## Carrière en équipe du Sénégal
International sénégalais, El Kabir Pene a participé aux Championnats d’Afrique en 2005, 2007, 2009, il participe au Mondial 2006 au Japon.

## Palmarès
- Médaille d’argent au Championnat d’Afrique 2005 (Alger, Algérie)
- Médaille d'or aux Jeux africains de 2003 (Abuja, Nigeria)